# Ingrid Wigernæs
Ingrid Wigernæs z d. Løken (ur. 22 lutego 1928 w Hemsedal, zm. 2 grudnia 2023) – norweska biegaczka narciarska, srebrna medalistka mistrzostw świata.

## Kariera
Igrzyska olimpijskie w Cortina d’Ampezzo w 1956 roku, gdzie zajęła 27. miejsce w biegu na 10 km techniką klasyczną. Cztery lata później, podczas igrzysk w Innsbrucku zajęła 12. miejsce w biegu na 10 km oraz 15. miejsce w biegu na 5 km.
W 1966 roku wystartowała na mistrzostwach świata w Oslo. Osiągnęła tam największy sukces w swojej karierze wspólnie z Inger Aufles i Berit Mørdre Lammedal zdobywając srebrny medal w sztafecie 3x5 km.

## Osiągnięcia

### Igrzyska olimpijskie
| Miejsce | Dzień       | Rok  | Miejscowość       | Konkurencja             | Czas biegu | Strata  | Zwyciężczyni        |
| ------- | ----------- | ---- | ----------------- | ----------------------- | ---------- | ------- | ------------------- |
| 27.     | 28 stycznia | 1956 | Cortina d’Ampezzo | 10 km stylem klasycznym | 38:11      | +5:29   | Lubow Kozyriewa     |
| 12.     | 1 lutego    | 1964 | Innsbruck         | 10 km stylem klasycznym | 40:24,3    | +3:13,7 | Kławdija Bojarskich |
| 15.     | 5 lutego    | 1964 | Innsbruck         | 5 km stylem klasycznym  | 17:50,5    | +1:26,5 | Kławdija Bojarskich |

### Mistrzostwa świata
| Miejsce | Dzień     | Rok  | Miejscowość | Konkurencja             | Czas biegu | Strata  | Zwyciężczyni        |
| ------- | --------- | ---- | ----------- | ----------------------- | ---------- | ------- | ------------------- |
| 13.     | 25 lutego | 1966 | Oslo        | 10 km stylem klasycznym | 36:25,5    | +2:35,3 | Kławdija Bojarskich |
| 2.      | 27 lutego | 1966 | Oslo        | Sztafeta 3 × 5 km       | 56:04,2    | +1:55,6 | ZSRR                |